# Atalaya (Madrid)
Atalaya es un barrio del distrito de Ciudad Lineal, en Madrid. Su superficie de apenas 24,89 hectáreas lo convierte en el barrio administrativo más pequeño de la ciudad. Tiene una población de 1570 habitantes (2016). Limita al norte con el barrio de Costillares, al sur con Colina, al este con Pinar del Rey (Hortaleza) y al oeste con Nueva España (Chamartín). Está delimitado por las calles Cuesta del Sagrado Corazón, Añastro, Mesena, Emeterio Castaños, Arturo Soria, Nudo de Costa Rica y Avenida de Paz.

## Historia
En lo que hoy es el número 231 de la calle de Arturo Soria, se encuentra cerrada desde 2006 la icónica piscina Club Stella, ambicioso club social y deportivo inaugurado en 1947, que se convertiría en los años 60 en un símbolo de la modernidad social del franquismo tardío y testigo de la vida social y cultural de la ciudad. Contaba con una gran piscina, gimnasio, restaurante, sala de fiestas, bolera, frontones y otros servicios. Era un lugar preeminentemente elitista, con los jueves reservados para empleados del servicio doméstico, lo que reflejaba las divisiones sociales de la época. Con el tiempo, la construcción de la autopista M-30 redujo parte de su extensión, eliminando la bolera.
La presencia de militares estadounidenses de la Base Aérea de Torrejón y jugadores del Real Madrid, junto con la idea de que el bikini llegó antes al Stella que a Benidorm, e incluso la práctica de nudismo en una terraza, lo convirtieron en un lugar adelantado a su tiempo. En 1992, Joaquín Sabina lo inmortalizó en su canción Todos menos tú, al mencionarlo entre los locales de moda de la noche madrileña: «Petardeo de terraza, pasarela, escaparate [...] Archy, Joy, Stella, ¿cómo vais de chocolate?». Por sus instalaciones desfilaban celebridades como Ava Gardner, Antonio Machín o los duques de Windsor, lo que refuerza su imagen como enclave de modernidad en una España oficialmente conservadora. Estos valores culturales y arquitectónicos le han otorgardo cierta protección urbanística, nivel 3 para el edificio y nivel 2 para los jardines.
El club cerró en 2006. Desde entonces está abandonado y no ha logrado venderse, pese a algunos intentos. Desde el PSOE del Ayuntamiento de Madrid defienden «iniciar los trámites que sean precisos para que o bien se restaure o bien pueda ser adquirida por el Ayuntamiento».
La arquitectura del club, de estilo racionalista con formas curvas que recuerdan a un barco, ya estaba pasada de moda cuando fue construido. Su creador, Manuel Pérez-Vizcaíno Pérez-Stella, quiso rendir homenaje a los baños de su infancia y al proyecto de Ciudad Lineal de Arturo Soria, de donde era originaria su familia. La novela Los días ligeros (2024), de Yolanda Guerrero, ha situado parte de su acción en la piscina Stella, retratándola como un espacio donde algunas mujeres encontraban pequeños márgenes de libertad durante el franquismo.